# Asemnantha
Asemnantha é um género botânico pertencente à família Rubiaceae.